# عزلة بني منصور (ريمة)

تعديل مصدري - تعديل

عزلة بني منصور هي إحدى عزل مديرية كسمة في محافظة ريمة اليمنية ويبلغ تعداد سكانها 1730 نسمة حسب التعداد السكاني في اليمن لعام 2004.